# Пиатра Мика (Прахова)
Пиатра Мика (рум. Piatra Mică) насеље је у Румунији у округу Прахова у општини Санђеру. Oпштина се налази на надморској висини од 285 m.

## Становништво
Према подацима из 2002. године у насељу је живело 198 становника, од којих су сви румунске националности.